# 金漢正
金漢正（：／ Kim Han-jeong，1963年9月6日—），大韓民國自由派政治人物，第20到21屆國會議員。